# 但丁與貝特麗絲的初會

西蒙·所羅門所繪的《但丁與貝特麗絲的初會》

但丁與貝特麗絲的初會是西蒙·所羅門的一幅插圖畫作。描繪的是但丁在九歲時與心上人貝特麗絲初次相見的情景。